# Ambrogio Bianchi
Ambrogio Bianchi OSBCam (ur. 17 października 1771 w Cremonie, zm. 3 marca 1856 w Rzymie) – włoski kardynał.

## Życiorys
Urodził się 17 października 1771 roku w Cremonie. W młodości wstąpił do zakonu kamedułów, a następnie został wykładowcą w seminarium. 6 kwietnia 1835 roku został kreowany kardynałem in pectore. Jego nominacja na kardynała prezbitera została ogłoszona na konsystorzu 8 lipca 1839 roku i nadano mu kościół tytularny Santi Andrea e Gregorio al Monte Celio. Zmarł 3 marca 1856 roku w Rzymie.